# Хайме Амат
Хайме Амат (ісп. Jaime Amat, 1 вересня 1941 — 18 лютого 2020) — іспанський хокеїст на траві.
Учасник Олімпійських Ігор 1964, 1972 років.